# Theoretische Psychologie
Die Theoretische Psychologie hat das Ziel, die auf den verschiedenen Gebieten der Psychologie entwickelten einzelnen Theorien in einer übergeordneten Sichtweise zusammenzufassen, möglichst zu einer Metatheorie der Psychologie zu vereinheitlichen und dabei metawissenschaftlich die bestehenden Probleme und Kontroversen zu analysieren. Daneben kann Theoretische Psychologie in allgemeinster Weise die abstrakten theoretischen Prinzipien im Unterschied zur Empirie und zur Praxis der Angewandten Psychologie meinen.

## Geschichte
Gustav Theodor Fechner und Wilhelm Wundt, die einflussreichen Gründergestalten der Psychophysik bzw. der Experimentellen Psychologie, setzten sich mit der traditionellen philosophischen und der spekulativen Psychologie auseinander und diskutierten die Möglichkeiten und Grenzen einer empirischen, auch experimentell vorgehenden und messenden Psychologie (Carl Gustav Carus, 1808; Friedrich Albert Lange, 1866; Ludwig, J. Pongratz, 1967; Eckart Scheerer, 1995; Wolfgang Schönpflug, 2013; Harald Walach, 2013). Wundt und die Psychologen seiner Zeit verwendeten jedoch noch nicht die Begriffe Theoretische Psychologie und Wissenschaftstheorie (Fahrenberg, 2015). Insbesondere Wundt entwickelte eine umfassende und wissenschaftstheoretisch anspruchsvolle Grundlegung der Psychologie, ihrer Erkenntnismöglichkeiten und Fragestellungen, Prinzipien und Methoden. Zu dieser Bestimmung der Psychologie als neue Disziplin in den Wissenschaftslandschaften um 1900 gehörten die Definition der Psychologie, ihre Abgrenzung von der Philosophie und von der Physiologie (Neurophysiologie), eine eigenständige Methodenlehre sowie die erste Diskussion über Grundlagenforschung und Angewandte Psychologie. Während Wundt die Verbindung der Psychologie zur Philosophie für unverzichtbar hielt, weil bei einer Trennung nur jeder Psychologe seine eigene Metaphysik entwickeln würde, forderten andere eine institutionelle und fachliche Eigenständigkeit. Im Unterschied zu Wundts perspektivischer Sicht, die erkenntnistheoretisch dem Komplementaritätsprinzip ähnlich ist, folgten viele der bedeutenden Psychologen entweder einem naturwissenschaftlich orientierten Wissenschaftsverständnis oder der Idee einer Verstehenden Psychologie.
Für die entstehende Theoretische Psychologie und die Psychologie als akademische Disziplin waren Abgrenzungen nach verschiedenen Seiten wichtig:
- von den traditionellen metaphysischen Themen und den Fragen nach einer unsterblichen Seele, nach den Seelenvermögen (Vermögenspsychologie) und nach der Geistigkeit des Menschen sowie nach dem Leib-Seele-Problem;
- von Spiritismus und Esoterik;
- von einer extrem idealistischen Sicht, welche die Priorität des geistigen Seins und Bewusstseins postuliert (erkenntnistheoretischer Idealismus, Empiriokritizismus);
- von einer extrem materialistischen Sicht, welche die Bewusstseinsvorgänge nur als sekundäre Eigenschaften der zugrundeliegenden Hirnphysiologie auffasst und nur objektive Daten als Basis einer empirischen Wissenschaft akzeptiert (Epiphänomenalismus, radikaler Positivismus).

In diesen Anfängen sind bereits wichtige Aufgaben der Theoretischen Psychologie zu erkennen: die Definition der Psychologie mit den Konsequenzen für die Fragestellungen und die Methodik; die Verbindung oder die Trennung von Psychologie und Philosophie; die Untersuchung der verschiedenen Richtungen und Kontroversen der Psychologie; die Kriterien der Wissenschaftlichkeit.
Bereits um die Jahrhundertwende 1900 existierten verschiedene Hauptrichtungen der empirischen Psychologie und Auseinandersetzungen über die philosophischen Voraussetzungen, über die passende Definition und über die adäquate Methodik der Psychologie. Viele dieser Kontroversen bestehen weiterhin (Fahrenberg 2015; Scheerer 1995; Schönpflug 2013; Walach 2013). Einerseits gab es den Begriff Psychologie ohne Seele und auf der anderen Seite das Beharren auf Psychologie als „Seelenwissenschaft“. Christlich orientierte Psychologen kritisierten scharf, dass von einigen der Experimentalpsychologen die Seele verleugnet werde. Entsprechende Kritik gab es an Sigmund Freud. Heute werden wahrscheinlich viele Psychologen, auch die weltanschaulich gebundenen, diese Grundfragen nach der Seele und nach der Bestimmung des Menschen an die Philosophische Anthropologie, die Metaphysik oder die Religion verweisen.

## Definitionsproblem der Psychologie
Die Psychologie steht im Grenzgebiet mehrerer Disziplinen: der Philosophie, Geisteswissenschaften, Sozialwissenschaften, Kulturwissenschaften, Biologie, Physiologie, Medizin. Ihrem Programm nach steht sie sogar im Zentrum der Humanwissenschaften, denn sie ist mehr noch als andere Disziplinen darauf angelegt, die Verbindungen zwischen den unterschiedlichen Perspektiven zu erfassen und in forschender und berufspraktischer Hinsicht zu berücksichtigen. Die grundsätzlichen Schwierigkeiten jeder Theoretischen Psychologie zeigen sich bereits beim Versuch, die Psychologie als eigenständige Disziplin zu definieren.
In ähnlichen Aufzählungen wird anstelle des Erlebens häufig das Bewusstsein genannt, außerdem zwischen reaktivem Verhalten und absichtlichen Handlungen unterschieden; eventuell wird noch auf die Grundlagen in der Biologischen Psychologie (Neurowissenschaften, Psychophysiologie) hingewiesen. Die ursprüngliche inhaltliche Definition der Psychologie als Lehre von der Seele des Menschen wird nicht mehr erwähnt, ebenso wenig wie die durch ihre Mehrdeutigkeit ähnlich belasteten Folgebegriffe Psychisches, Geist, Mentales. Auch Lehrbücher und Lexika belassen es regelmäßig bei ähnlichen Aufzählungen anstelle einer expliziten Definition der Psychologie durch Angabe des Oberbegriffs und der spezifizierenden Merkmale, etwa: „Psychologie ist eine Humanwissenschaft, die ...“
Der Hauptstrom der Psychologie wird in Deutschland durch die Fachgesellschaften DGPs und BDP sowie die Prüfungsordnungen der Hochschulen bestimmt. Es gab Abspaltungen – wie in der Neuen Gesellschaft für Psychologie (siehe auch Klaus Holzkamps Kritische Psychologie und die Subjektwissenschaft) – und problematische Versuche zur Integration der Psychoanalyse bzw. Tiefenpsychologie. Von außen betrachtet ist das Definitionsproblem ein Diagnostikum des Pluralismus der Theorien und Methoden sowie der tiefreichenden Gegensätze. Wenn es an einer breit akzeptierten Definition der Psychologie mangelt, sind die Gründe für diesen Zustand zugleich Kernthemen der Theoretischen Psychologie. – Auch die wissenschaftstheoretischen Auffassungen sind sehr heterogen. Wäre nicht eine Metatheorie der diversen Wissenschaftstheorien der Psychologie ein notwendiger erster Schritt auf dem Wege zu einer Metatheorie?

## Anfänge der Theoretischen Psychologie
Die Theoretische Psychologie von Johannes Lindworsky (1922/1926), Jesuit und Psychologie-Professor, ist das erste deutschsprachige Buch mit diesem Titel. Einleitend bezeichnet Lindworsky die Experimentelle Psychologie als Hilfswissenschaft der Philosophie und grenzt sie von der Philosophie ab, insbesondere von der Frage nach der Seele und ihren charakteristischen Eigenschaften.

„... wie sich zu experimentellen Physik die theoretische gesellte, so will sich nunmehr der experimentellen Psychologie eine theoretische zur Seite stellen. Wie jene will sie eine Schau von höherer Warte aus bieten; will Einzelheiten zusammenfassen; will zu übergeordneten Gesetzen und endlich zu einem geschlossenen Bilde aller seelischen Tatsachen und Gesetzmäßigkeiten gelangen. Die Notwendigkeit und der Nutzen, den eine theoretische Psychologie verspricht, werden betont: ‚Einordnung der zahllosen empirisch gefundenen Einzeltatsachen auf eine relativ geringe Anzahl von Grundtatsachen in ein überschaubares System, Zurückführung auf Grundtatsachen, Ableitungen und Anregungen, durch die wiederum die Richtigkeit der theoretischen Auffassung nachgeprüft wird. … Eben so wenig wie sich die experimentelle Psychologie um die letzten Bedingungen der Bewusstseinserscheinungen kümmert, sondern diesen Fragenkomplex der philosophischen Psychologie überlässt, eben so wenig behandelt die theoretische Psychologie Fragen, die nicht mehr mittels der Empirie und deren unmittelbare Auswertung gelöst werden können. So scheidet, um einiges zu nennen, das Leib-Seele-Problem, die Frage nach der Substanzialität, Geistigkeit und Unsterblichkeit der Seele aus. Es bleiben somit die beobachteten Bewusstseinserscheinungen und deren mehr oder weniger unmittelbar erschließbaren Zusammenhänge als der gemeinsame Gegenstand der experimentellen wie der theoretischen Psychologie.‘
„Man bringt indes solche Voraussetzungen in der Regel nicht aus der psychologischen Arbeit, sondern aus den sonst vertretenen philosophischen Grundanschauungen mit. Hier ist der Punkt, wo die innerliche Loslösung der empirischen Psychologie von der Philosophie weit bewusster einzusetzen hätte, als es bisher geschehen. Wenn wirklich die Psychologie zunächst Tatsachenforschung ist; wenn ähnlich wie die Physik von der Naturphilosophie, so die Tatsachenpsychologie von der philosophischen sich trennen soll, so muss der theoretische Psychologe fernab von jeder philosophischen Voraussetzung stehen; er hat seine Arbeit als ein philosophischer Laie zu beginnen.““

Auch der bekannte Experimentalpsychologe Richard Pauli forderte in seinen nach 1930 entstandenen Entwürfen zu einer Theoretischen Psychologie, dass sie analog zur Theoretischen Physik zu entwickeln sei (Holzapfel, 1995).

„Die Aufgabe einer solchen theoretischen Psychologie wäre die systematische Bearbeitung der verschiedenen psychologischen Einzeltheorien und der darin enthaltenen Erklärungsprinzipien derart, dass die Fragen nach den Zusammenhängen und Ableitungsmöglichkeiten das eigentliche Ziel bilden. (...) Auch für die Psychologie muss eine Zeit kommen, in der man sich nicht mehr damit begnügt, eine Unmenge von Einzelergebnissen schön mosaikartig zu ordnen, ohne sich um die inneren Zusammenhänge zu kümmern.“

Nach einer tiefgehenden Wendung seiner Interessen von der Experimentalpsychologie zur Philosophie und Religion hob Pauli als Grundfragen das Leib-Seele-Problem, die Unsterblichkeit der Seele und die Existenz Gottes hervor und erörterte, inwieweit naturwissenschaftliche Erkenntnisse Hinweise auf die Gültigkeit verschiedener Hypothesen, zumindest auf „Möglichkeiten“ geben könnten.

## Krise der Psychologie
In der Gründungsphase der Psychologie als Disziplin wurde über die philosophischen, insbesondere über die erkenntnistheoretischen Voraussetzungen gestritten und bereits 1899 von Richard Willy wegen der unvereinbaren Positionen eine Krise der Psychologie behauptet. Kann die naturwissenschaftlich-experimentelle Forschung das maßgebliche Vorbild der Psychologie sein, um allgemeine psychologische Gesetzmäßigkeiten zu gewinnen oder sollte sich die Psychologie an den Geisteswissenschaften und den Sozialwissenschaften orientieren und sich um das Verstehen geistiger Vorgänge und sozialer Prozesse bemühen? Verstehen oder Erklären wurde seit Wilhelm Dilthey zu einer sehr verbreiteten, aber als missverständlich kritisierten Formel, siehe auch Methodenstreit (Sozialwissenschaften). Einflussreich waren auch Franz Brentano mit seiner ausschließlich aus der inneren Wahrnehmung (Introspektion, Phänognosie) abgeleiteten Psychologie, Sigmund Freuds Psychoanalyse und die gesellschaftskritischen Strömungen der Psychologie.

## Kontroversen
Überdauernde Gegensätze bestehen in ontologischen, erkenntnistheoretischen, wissenschaftstheoretischen und philosophisch-anthropologischen Grundfragen sowie in der Methodenlehre (Methodologie). Beispiele sind:
- Leib-Seele-Problem (Gehirn-Bewusstsein-Problem);
- Metaphysischer Seelenbegriff – Psychologie ohne (unsterbliche) Seele (Apsychismus);
- Subjekt-Objekt-Problem (innere und äußere Erfahrung, Perspektive der ersten und der dritten Person");
- Bewusstsein – Unbewusstes;
- Willensfreiheit – Determinismus;
- Qualitative Methoden – quantitative Methoden;
- Psychologische Gesetze (Kausalerklärungen) aufgrund von Experimenten, Nomologie – Idiographik (Interpretation, Hermeneutik);
- Theorie-Praxis-Problem (Grundlagenforschung-Anwendung);
- gesellschaftliche Relevanz – Neutralität der Wissenschaft;
- Anlage-Umwelt-Problem (Erbe-Umwelt-Problem);
- Labor-Feld-Problem.

## Metawissenschaftliche Ansätze
Die metatheoretischen Untersuchungen des dänischen Psychologen K. B. Madsen ragen aus den Diskussionen über Theoretische Psychologie hervor, da er eine relativ breite und systematische Analyse psychologischer Theorien leistete. Er begann mit der Formalisierung (Axiomatisierung) von Theorien der Motivation und der Persönlichkeit und weitete diesen metatheoretischen Ansatz aus: A history of psychology in metascientific perspective (Madsen 1988). Madsen entwarf einen Bezugsrahmen mit drei Ebenen (Datenebene, Theorieebene, philosophische oder Meta-Ebene) und ein System von Definitionsmerkmalen (Systematogical Taxonomy), um die einzelnen Theorien zu kennzeichnen und zu vergleichen.
Unter den neueren wissenschaftstheoretischen Bemühungen um eine Metatheorie der Psychologie zeichnet sich das Werk von Norbert Groeben (1986) durch seinen breiten Horizont aus. Von Wilhelm Diltheys Unterscheidung Erklären – Verstehen ausgehend legte Groeben einen umfangreichen wissenschaftstheoretischen Überblick und Programmentwurf zur Integration von Hermeneutik und Empirismus vor: Handeln, Tun, Verhalten als Einheiten einer verstehend-erklärenden Psychologie. Die anschließenden Bände Zur Programmatik einer sozialwissenschaftlichen Psychologie (Groeben, 1997–2003) enthalten eine systematische Darstellung metatheoretischer Perspektiven: Gegenstandsverständnis, Menschenbild, Methodologie und Ethik, Theoriehistorie, Praxisrelevanz, Interdisziplinarität, Methodenintegration.
In der strukturalistischen Wissenschaftskonzeption sieht Hans Westmeyer ein allgemeines und neutrales analytisches Verfahren, das für eine Naturwissenschaft wie die Biologie oder die Physik zu verlangen und in einem interdisziplinären Forschungsprogramm zur Theoretischen Psychologie anzuwenden ist. Das Instrumentarium sei geeignet, die Theoretische Psychologie als eine eigenständige Teildisziplin mit exakter Methodik und verbindlichen Ergebnissen aufzubauen. Wie die strukturalistische Rekonstruktion einer psychologischen Theorie durch Definitionen, Formalisierungen, prägnante Rekonstruktion der Theorie (Fundamentalgesetz, Theorieelemente, beabsichtigte Anwendungen) geschehen kann, ist in einem Sammelband solcher Arbeiten The structuralist program in psychology: Foundations and applications (hrsg. von Westmeyer, 1992) zu erkennen. Die Beispiele stammen vorwiegend aus der Kognitiven Psychologie, werden jedoch ergänzt durch Rekonstruktionsversuche in der Emotionsforschung, Persönlichkeitsforschung, Attributionsforschung, sogar von Freuds Neurosentheorie.
In einem grundsätzlich anderen Ansatz wird unter einer fundamentalen Leitidee die Integration psychologischer Theorien aus verschiedenen Fachgebieten angestrebt. Für Wundt war die Entwicklungstheorie des menschlichen Geistes das zentrale Thema, zu dem grundlegende Arbeiten aus allen Forschungsgebieten konvergieren. Er entwickelte eine philosophisch-methodologisch geordnete, „koordinierte“ Auffassung – in einem souveränen Umgang mit den kategorial grundverschiedenen Betrachtungsweisen des Zusammengehörigen. Wichtigste theoretische Grundlage ist die von Gottfried Wilhelm Leibniz’ philosophischer Position ausgehende, empirisch-psychologische Theorie der Apperzeption, die Wundt einerseits experimentalpsychologisch und durch seine neuropsychologische Modellierung unterbaute, andererseits zu einer Prozesstheorie der kulturellen Entwicklung weiterführte. Damit bewegte er sich bereits in der Gründungsphase der universitären Psychologie auf einem wissenschaftstheoretisch und methodologisch anspruchsvollen Niveau. Seine perspektivische Psychologie, in der sich die verschiedenen Betrachtungsweisen der psychophysischen Einheit und der geistig-kulturellen Entwicklung des Menschen wechselseitig ergänzen, ist nur auf einer anspruchsvollen Ebene metawissenschaftlicher Reflexion möglich.
In den USA setzte sich Sigmund Koch für die Entwicklung der Theoretischen Psychologie ein und meinte, dass eine Abneigung gegen Theoretische Psychologie durch eine Ausbildung in der Wissenschaftstheorie zu überwinden sei. Es entstanden zahlreiche Einzelbeiträge, vorwiegend aufgrund der neueren amerikanischen Literatur, und nur selten mit einem kleinen Rückblick auf die Vorläufer und auf die kontroverse Ideengeschichte der Psychologie.

## Fachgruppen und Zeitschriften der Theoretischen Psychologie
Von der American Psychological Association wurde die Fachgruppe Theoretical psychology (zuvor APA Division for Theory and Philosophy of Psychology) eingerichtet; wissenschaftliche Gesellschaften sind The Society for Theoretical and Philosophical Psychology und The International Society for Theoretical Psychology (ISTP). In Deutschland existiert eine entsprechende Fachgruppe nicht, doch bestehen an einigen Psychologischen Instituten Professuren mit dieser Bezeichnung.
Zeitschriften sind: Annals of Theoretical Psychology, The Journal of Theoretical and Philosophical Psychology und Theory & Psychology.

## Philosophie der Psychologie, Philosophische Psychologie
Philosophische Voraussetzungen der empirischen Psychologie bilden den Inhalt der Philosophie der Psychologie (Philosophische Psychologie). Die Verbindungen zwischen Psychologie und Philosophie auf die Erkenntnistheorie und die Ethik zu begrenzen, wird den vielfältigen gedanklichen Zusammenhängen nicht gerecht. Typische Kontroversen, an denen sich Psychologen weiterhin beteiligen, wie das Gehirn-Bewusstsein-Problem und die Willensfreiheit, oder Kategorien wie Kausalerklärung, Subjekt und Person, oder Diskussionen über Emergentismus und Reduktionismus, verweisen auch auf die Ontologie. Die Philosophische Anthropologie befasst sich mit den Annahmen über den Menschen, wie sie teils auch in den Menschenbildern der Persönlichkeitstheorien oder der verschiedenen Richtungen der Psychotherapie erscheinen. Solche Voraussetzungen können hypothetisch und heuristisch sein, andere haben den Status von absoluten Voraussetzungen. Es handelt sich um fundamentale Einsichten, als zwingend behauptete Postulate, empirisch nicht zu widerlegende Grundannahmen. Psychologisch zu beschreiben sind sie als Überzeugungen oder Überzeugungssysteme, die sich durch hohe Gewissheit und Beharrlichkeit auszeichnen. Philosophisch-logisch handelt es sich um Präsuppositionen der Urteile.
Bestimmte Standpunkte der Erkenntnistheorie und Wissenschaftstheorie können Konsequenzen für die Auswahl von Forschungsthemen und Hypothesen haben und die Entscheidungen hinsichtlich der für geeignet (adäquat) gehaltenen Methodik beeinflussen. Inwieweit bei einzelnen Fragestellungen die speziellen philosophischen Voraussetzungen oder das persönliche Menschenbild der Psychologen tatsächlich Einfluss auf die psychologische Forschung und Praxis haben, ist bisher nicht systematisch untersucht worden.

## Ausblick
Wird es eine „Renaissance der Theoretischen Psychologie“ geben? Eckard Scheerer schrieb 1989:

„Wie jede andere Innovation, so hat auch die Loslösung der Psychologie von der Philosophie eine Folgelast gezeitigt: die Einschränkung der Psychologie auf eine „rein empirische“ Wissenschaft und die damit verbundene Zurückweisung der Idee einer Theoretischen Psychologie; dies sehr im Gegensatz zu der ständig als Vorbild einer „reifen“ Wissenschaft herangezogenen Physik, bei der die Unterscheidung zwischen Experimentalphysik und Theoretischer Physik eine Selbstverständlichkeit ist. Gegenwärtig zeichnet sich jedoch ab, dass die Verbannung der Theoretischen Psychologie zurückgenommen wird. Ihr Gegenstand und ihre Aufgabe sind noch nicht allgemeinverbindlich bestimmt. Immerhin ist man sich einig, dass die Theoretische Psychologie. die metawissenschaftliche Erforschung psychologischer Theorien und Theorieprobleme ist; sie wäre demnach ein auf die Psychologie angewandter Teil der Metawissenschaft. … Die empirische Psychologie enthält möglicherweise, ohne sich dessen im Klaren zu sein, nichtempirische Elemente. … Die Aufgabe erfordert, die Einführung eines der Theoretischen Physik entsprechenden, nicht im Gegensatz zur Empirie stehenden Abstraktionsniveaus der Formulierung und Begründung von Theorien; ein Beispiel hierfür wäre die psychoanalytische Meta-Psychologie. Auf allen diesen Gebieten eröffnen sich Perspektiven für die künftige Zusammenarbeit von Psychologie und Philosophie.“

Abgesehen von den grundsätzlichen Zweifeln, ob die Theoretische Physik und der physikalische Reduktionismus in erkenntnis- und wissenschaftstheoretischer Hinsicht das Vorbild der Psychologie sein können, scheint gerade die Hoffnung auf eine Einheitstheorie der Physik, eine große Theorie von Allem, angesichts der Unvereinbarkeiten von Quantentheorie, Gravitationstheorie und Multiversen bis auf weiteres enttäuscht zu sein.
Als Metatheorie würde die Theoretische Psychologie einen Bezugsrahmen (Überbau) liefern, in dem die unterschiedlichen Richtungen der Psychologie und die hauptsächlichen Theorien der Teilgebiete repräsentiert und möglichst widerspruchsfrei zusammengefasst sind, oder zumindest einen vorläufigen Platz finden, um schrittweise harmonisiert und zusammengefügt zu werden. Auch wenn die empirische Psychologie viele spezielle Richtungen aufweist, ist eine Vereinheitlichung wünschenswert. Falls eine übergeordnete Theoretische Psychologie entworfen werden könnte, wäre ein tieferes Verständnis der Zusammenhänge mit neuen Perspektiven und Heuristiken zu erwarten.
Bestehen bleiben:
- die Leitidee einer großen Einheitstheorie (Metatheorie), in welcher die Bereichstheorien, die einzelnen Theoreme und theoretischen Sätze zusammengefügt, begrifflich und strukturell vereinheitlicht und als Synthese dargelegt werden;
- die metawissenschaftliche Systematisierung beim Vergleich einer größeren Menge psychologischer Theorien aufgrund wichtiger Merkmale;
- das strukturalistische Programm, in dem durch Rekonstruktion ausgewählter Theorien oder kleiner Theoriegruppen ein höherer Grad der Formalisierung erreicht werden soll;
- die Untersuchung der erkenntnis- und wissenschaftstheoretischen, der ontologischen und der anthropologischen Kontroversen, welche der Konzeption einer einheitlichen Theoretischen Psychologie entgegenstehen;
- die weiteren Aufgaben der Theoretischen Psychologie, die sich aus den wissenschaftssoziologischen und wissenschaftspsychologischen Fragen nach den allgemeinen, auch den außerwissenschaftlichen, Bedingungen der Theorienbildung in der Psychologie ergeben.

Angesichts der überdauernden und unlösbar erscheinenden Kontroversen zwischen den Hauptrichtungen der Psychologie (und der Wissenschaftstheorie) ist eine Vereinheitlichung bis auf weiteres nicht zu erwarten. Die Aufgabe der Theoretischen Psychologie besteht folglich darin, die Gründe darzulegen, weshalb eine solche Einheitstheorie unmöglich ist. Die Auffassung der Theoretischen Psychologie als Systematik und Diskussion der Schlüsselkontroversen führt konsequent zu Anforderungen an die Methodologie, an die Didaktik und die wissenschaftliche Ausbildung.